# Haukelitunnel
Der Haukelitunnel ist ein einröhriger Straßentunnel zwischen Røldal und Haukeli in der Kommune Ullensvang in der norwegischen Provinz Vestland.
Eigentlich besteht der Haukeli aus zwei Tunneln, dem Pepparstein und dem Dyskartunnel, die bei Dyskar oberflächennah zusammengebaut wurden. Der Tunnel im Verlauf der Europastraße 134 ist 5682 m lang. Die durch den Tunnel ersetzte Straße ist im Sommer noch befahrbar. Der Haukeli sowie die anderen Tunnel dieses Streckenabschnittes wurden 2007 für höhere Fahrzeuge des Schwerverkehrs aufgeweitet. Wie bei vielen norwegischen Straßentunneln gibt es bei bestimmten Witterungsbedingungen Schwierigkeiten mit beschlagenen Fahrzeugscheiben (Taupunkt).